# Oswald Meichsner
Oswald Meichsner (* 9. August 1921 in Berlin; †  24. April 1985 ebenda) war ein bekannter Zeichner und Karikaturist unter dem Namen Oswin. Er lebte von Geburt an bis zu seinem Tode in der Hektorstraße 19.

## Leben und Wirken

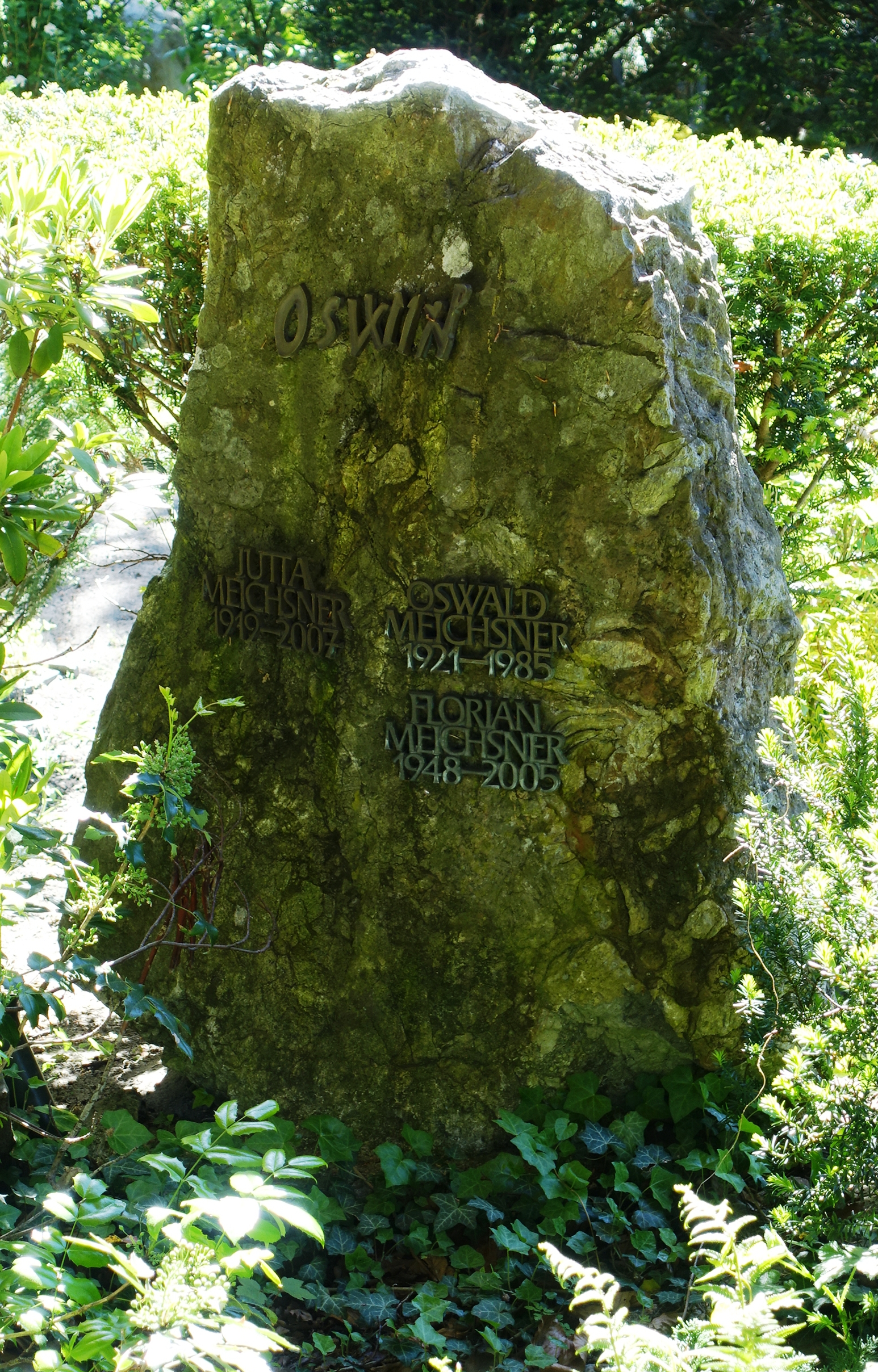
Grabstein der Familie Meichsner

Nach der Schulausbildung konnte er nicht, wie sonst üblich in diesem Alter, sich dem Start ins Berufsleben widmen, sondern wurde Soldat. Als Fernaufklärer in der Luftwaffe erlernte er das Fotografieren. Davon konnte er und seine Familie im zerbombten Nachkriegsberlin aber nicht leben. So fuhr er, wie die meisten hungrigen Menschen damals, hamstern, verdingte sich als Tischlergeselle oder als Marktarbeiter, betätigte sich als „Trümmerfrau“, Lastwagenfahrer und Weihnachtsbaumverkäufer.
Ab 1953 war er als selbstständiger Spediteur endlich sein eigener Herr. Der Welt seine Ansichten und Gefühle in Zeichnungen mitzuteilen, war für den durch Saul Steinberg beeinflussten Autodidakten Oswald Meichsner immer ein elementares Lebensbedürfnis. Sein Markenzeichen war die Sicherheitsnadel. Eine seiner erfolgreichsten Arbeiten wurde ein Ende der 1970er bis Anfang der 1980er Jahre gezeichnetes, 27 Meter langes Leporello, das den gesamten Kurfürstendamm, von der Gedächtniskirche bis zum Rathenauplatz, mit jedem Haus, mit jedem Baum und unendlich vielen Einzelheiten zeigt. Es ist eine Liebeserklärung an Berlins schicken Renommierboulevard, mit dessen Schicksal sein eigenes immer eng verknüpft war, denn er lebte nur ein paar Schritte davon entfernt. 
Nicht so bekannt wie seine Kurfürstendamm-Leporellos ist eine von Oswin im gleichen Stil Anfang der 1980er Jahre gezeichnete ca. elf Meter lange Darstellung der Münchner Fußgängerzone vom Marienplatz bis zum Karlstor.
Am 15. März 1975 war er Gast und Gesprächspartner von Heinz Schenk in der Fernsehsendung Zum Blauen Bock.
Sein Grab, das seines Sohnes Florian (1948–2005) und das seiner Ehefrau Jutta (1919–2007) befinden sich auf dem Friedhof Grunewald in der Lage III 1-15/16. Auf einem naturbelassenen, mit Glimmerschichten durchzogenen Steinbrocken ist ein schwungvoller, metallener Schriftzug befestigt.